# پاراموس (نیوجرسی)
پاراموس (به انگلیسی: Paramus) شهری در ایالت نیوجرسی کشور ایالات متحده آمریکا است که جمعیت آن در سرشماری سال ۲۰۱۰ میلادی، ۲۶٬۳۴۲ نفر بوده‌است.